# Ground and pound

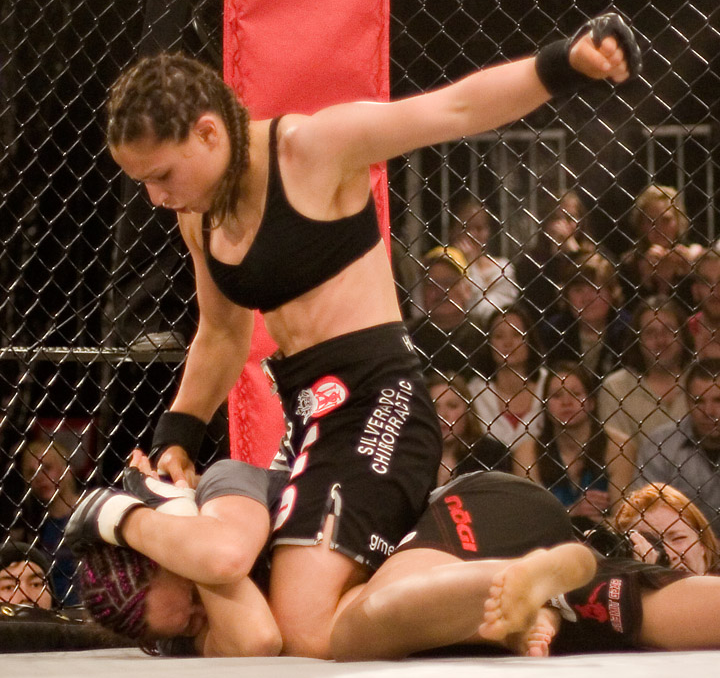
Gina Carano domine son adversaire en position supérieure lors d’une phase de ground and pound.

Le ground and pound (GNP) (« frappe au sol » ou « pilonnage » en français) est une phase de combat où l'attaquant frappe son adversaire alors que les deux sont au sol. Le GNP est autorisé en arts martiaux mixtes (MMA) avec les poings, les coudes et les genoux. Il est interdit dans presque tous les autres sports de combat modernes.

## Technique
Le GNP se pratique la plupart du temps en position montée ou lorsque l'attaquant est dans la garde du défenseur. Il permet :
- de finir un combat au sol : souvent par TKO (sur arrêt de l'arbitre), plus rarement par KO ;
- d'obtenir une opportunité de soumission : par étourdissement ou déconcentration l'adversaire perd ses capacités à se défendre des clés articulaires et des étranglements.

## Historique
Mark Coleman, ancien vice-champion du monde de lutte, est un des premiers à la mettre en pratique dans les UFC à partir de l'UFC 10 (en) en 1996, suivi par Mark Kerr, Don Frye ou Kevin Randleman.
Dans les années 2000, les lutteurs avec une bonne défense contre les soumissions et un bon niveau de grappling (comme par exemple les champions Matt Hughes et Fedor Emelianenko) s'en sont servi assez fréquemment. À partir des années 2010, cette technique a été utilisée par un nombre croissant de pratiquants de MMA, comme Tito Ortiz, Randy Couture ou Cain Velasquez.